# Derrick Jones Jr.
Derrick Labrent Jones Jr. (Chester, Pensilvania, 15 de febrero de 1997) es un baloncestista estadounidense que pertenece a la plantilla de Los Angeles Clippers de la NBA. Con 1,98 metros de estatura, juega en la posición de alero.

## Trayectoria deportiva

### Universidad
Tras pasar por el Archbishop John Carroll High School de Pensilvania, se unió a los Rebels de la Universidad de Nevada Las Vegas. Pero antes del comienzo de la competición, el Comité de Elegibilidad de la NCAA solicitó investigar los exámenes de acceso a la universidad de Jones y de otros varios estudiantes que realizaron la prueba en Baltimore, Maryland. A pesar de ello, fue autorizado a jugar, promediando 11,5 puntos, 4,5 rebotes y 1,4 tapones por partido, hasta que el 29 de febrero la universidad recibió la notificación de la anulación de la prueba de acceso de Jones, declarándolo inelegible para jugar, perdiéndose los últimos partidos de la temporada.

#### Estadísticas
| Año     | Equipo | PJ | PT | MPP  | %TC  | %3P  | %TL  | RPP | APP | ROB | TPP | PPP  |
| ------- | ------ | -- | -- | ---- | ---- | ---- | ---- | --- | --- | --- | --- | ---- |
| 2015–16 | UNLV   | 30 | 15 | 21.5 | .589 | .205 | .594 | 4.5 | .8  | .9  | 1.3 | 11.5 |

### Profesional

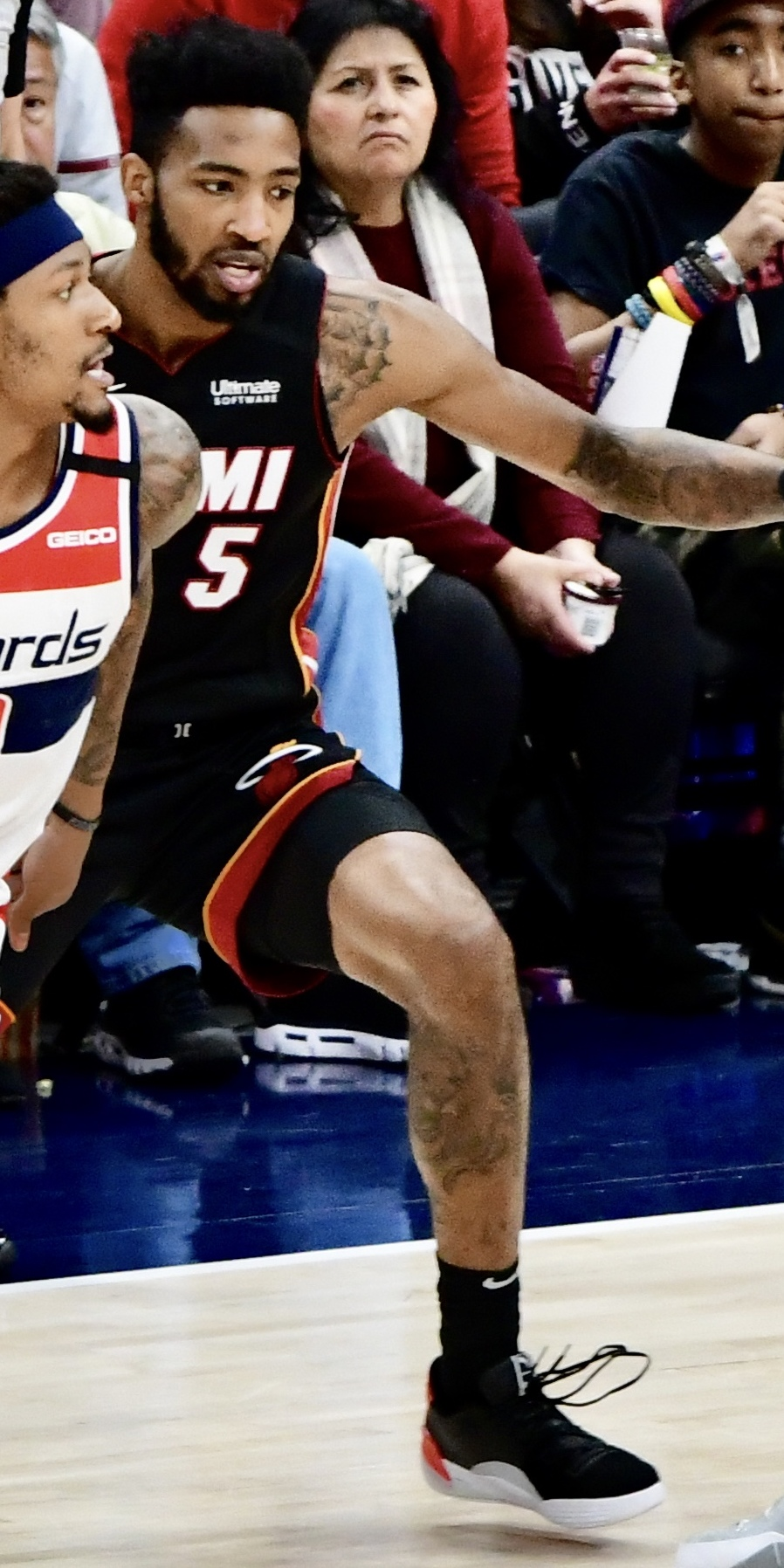
Jones con Miami Heat en 2020.

El 4 de abril de 2016 se declaró elegible para el Draft de la NBA, pero dejando abierta la posibilidad de regresar a la universidad al no contratar un agente, cosa que hizo unas semanas después, manteniéndose elegible.
Sin embargo no fue elegido, y tras ello se unió a los Sacramento Kings para disputar las ligas de verano, pero una lesión en la ingle le impidió disputar ni un minuto.
El 25 de septiembre firmó por los Phoenix Suns para realizar la pretemporada, convenciendo a los técnicos del equipo y haciéndose un hueco entre los 15 jugadores que iniciaron la temporada 2016-17.
El 31 de diciembre de 2017 firmó un contrato dual con Miami Heat, que le permite jugar además en el filial de la G League, los Sioux Falls Skyforce.
El 15 de febrero de 2020, durante el All-Star de 2020, fue campeón del concurso de mates.
Después de tres años en Miami, el 20 de noviembre de 2020, ficha con Portland Trail Blazers.
El 27 de agosto de 2021 es traspasado a Chicago Bulls en un acuerdo a tres bandas, en el que los Cleveland Cavaliers obtienen a Lauri Markkanen, los Bulls además una futura primera ronda del Draft de los Blazers y una futura segunda ronda del Draft de los Cavaliers, y los Portland Trail Blazers consiguen a Larry Nance Jr.
El 2 de julio de 2022 acuerda una extensión de contrato con los Bulls por 2 años y $6,6 millones.
El junio de 2023, renuncia a su último año de contrato con los Bulls, para firmar, el 9 de agosto, con Dallas Mavericks.
Tras una temporada en Dallas, el 30 de junio de 2024, firma por tres años y $30 millones con Los Angeles Clippers.

## Estadísticas de su carrera en la NBA

### Temporada regular
| Año     | Equipo        | PJ  | PT  | MPP  | %TC  | %3P  | %TL  | RPP | APP | ROB | TPP | PPP  |
| ------- | ------------- | --- | --- | ---- | ---- | ---- | ---- | --- | --- | --- | --- | ---- |
| 2016-17 | Phoenix       | 32  | 8   | 17.0 | .562 | .273 | .707 | 2.5 | .4  | .4  | .4  | 5.3  |
| 2017-18 | Phoenix       | 6   | 0   | 5.5  | .500 | .000 | .833 | .7  | .5  | .2  | .7  | 1.5  |
| 2017-18 | Miami         | 14  | 8   | 15.1 | .388 | .188 | .611 | 2.4 | .4  | .2  | .6  | 3.7  |
| 2018-19 | Miami         | 60  | 14  | 19.2 | .494 | .308 | .607 | 4.0 | .6  | .8  | .7  | 7.0  |
| 2019-20 | Miami         | 59  | 16  | 23.3 | .527 | .280 | .772 | 3.9 | 1.1 | 1.0 | .5  | 8.5  |
| 2020-21 | Portland      | 58  | 43  | 22.7 | .484 | .316 | .648 | 3.5 | .8  | .6  | .9  | 6.8  |
| 2021-22 | Chicago       | 51  | 8   | 17.6 | .538 | .328 | .800 | 3.3 | .6  | .5  | .6  | 5.6  |
| 2022-23 | Chicago       | 64  | 0   | 14.0 | .500 | .338 | .738 | 2.4 | .5  | .5  | .6  | 5.0  |
| 2023-24 | Dallas        | 76  | 66  | 23.5 | .483 | .343 | .713 | 3.3 | 1.0 | .7  | .7  | 8.6  |
| 2024-25 | L.A. Clippers | 77  | 55  | 24.3 | .526 | .356 | .703 | 3.4 | .8  | 1.0 | .4  | 10.1 |
| Total   | Total         | 497 | 218 | 20.3 | .507 | .325 | .706 | 3.3 | .7  | .7  | .6  | 7.2  |

### Playoffs
| Año   | Equipo        | PJ | PT | MPP  | %TC  | %3P  | %TL  | RPP | APP | ROB | TPP | PPP |
| ----- | ------------- | -- | -- | ---- | ---- | ---- | ---- | --- | --- | --- | --- | --- |
| 2020  | Miami         | 15 | 0  | 6.5  | .471 | .444 | .400 | .8  | .5  | .4  | .3  | 1.5 |
| 2021  | Portland      | 2  | 0  | 5.0  | .400 | .000 | —    | .0  | .0  | .5  | .0  | 2.0 |
| 2022  | Chicago       | 5  | 0  | 11.8 | .412 | .273 | .667 | 1.4 | .4  | .2  | .0  | 3.8 |
| 2024  | Dallas        | 22 | 22 | 29.4 | .481 | .369 | .733 | 3.5 | 1.2 | .5  | 1.0 | 9.1 |
| 2025  | L.A. Clippers | 7  | 1  | 18.4 | .438 | .300 | .375 | 1.9 | .3  | .6  | 1.3 | 7.3 |
| Total | Total         | 51 | 23 | 18.5 | .466 | .346 | .630 | 2.1 | .7  | .5  | .7  | 5.8 |